# Augusta Weldler-Steinberg
Augusta Weldler-Steinberg (* 1. November 1879 in Pomorjany, Österreich-Ungarn; † 10. November 1932 in Zürich) war eine Schweizer Geschichtswissenschaftlerin und zionistische Aktivistin.

## Leben und Wirken
Augusta Steinberg war die Schwester von Salomon David Steinberg. Ihre Familie zog im Alter von fünf Jahren von Ostgalizien (heutige Ukraine) ins aargauische Endingen, zwei Jahre später nach Luzern. Dort erlangte sie als erste Jüdin überhaupt das Primarlehrerinnendiplom. Mit 17 Jahren begann sie ein Studium der Philosophie, Geschichte und Germanistik. Mit 21 Jahren promovierte sie summa cum laude. Anschliessend schrieb sie sich in an der Pariser Sorbonne und der Universität Berlin ein, um Vorlesungen über Nationalökonomie und Wirtschaftsgeschichte zu besuchen. 1909 heiratete sie den Redakteur und Literaturkritiker Norbert Weldler.

### Engagement für den Zionismus
Im Jahr 1903 nahm sie am Uganda-Kongress zur Erörterung des Uganda-Plans teil und engagierte sich daraufhin in der zionistischen Bewegung als Mitarbeiterin bei verschiedenen Zeitschriften und als Redaktorin der Jüdischen Zeitung in Wien, während des Ersten Weltkriegs. Unter ihrer Leitung wurde aus dem damals politisch neutralen Schweizer Ablegers des Jüdischen Frauenbundes für Kulturarbeit in Palästina die sogenannte Women’s International Zionist Organisation (WIZO), welche sich als Landesföderation dem Weltverband anschloss.

### Autorentätigkeit
Ab 1904 erteilte Augusta Weldler-Steinberg Sprachkurse für «Ostjuden» in Zürich und edierte danach in Berlin Werke deutscher Dichter, unter anderem von Theodor Körner, und insbesondere jenes der jüdischen Schriftstellerin Rahel Varnhagen. Im Jahr 1922 erhielt Weldler-Steinberg den Auftrag, eine Geschichte der jüdischen Bevölkerung in der Schweiz zu verfassen. Diese Arbeit war 1932, ihrem Todesjahr, abgeschlossen. Der Israelitische Gemeindebund weigerte sich jedoch damals aus politischen Gründen, das Manuskript zu veröffentlichen. Schliesslich wurde es erst von Florence Guggenheim-Grünberg 1966 bzw. 1970 in zwei Bänden publiziert. Das Werk gilt auch heute noch als Standardwerk der politischen Geschichte der Juden in der Schweiz.
Weiter hat Weldler-Steinberg ein Buch über die Zürcher Juden im Mittelalter unter dem Titel Intérieurs aus dem Leben der Zürcher Juden im 14. und 15. Jahrhundert veröffentlicht. Sie stützte sich dabei auf archivalische Quellen aus dem Staatsarchiv Zürich. Das Werk wurde im Jahr 1959 veröffentlicht, also ebenfalls posthum.

## Publikationen
- Studien zur Geschichte der Juden in der Schweiz während des Mittelalters. Zürich 1902. (online)
- Intérieurs aus dem Leben der Zürcher Juden im 14. und 15. Jahrhundert. Zürich 1959.
- Geschichte der Juden in der Schweiz vom 16. Jahrhundert bis nach der Emanzipation, Band 1: Vom Schutzbrief zur Judenkorporation. Zürich 1966.
- Geschichte der Juden in der Schweiz vom 16. Jahrhundert bis nach der Emanzipation, Band 2: Die Emanzipation. Zürich 1970.